# Aleksander Gomelski
Aleksander Jakowlewicz Gomelski (ros. Александр Яковлевич Гомельский, ur. 18 stycznia 1928 w Leningradzie, zm. 16 sierpnia 2005 w Moskwie) – radziecki koszykarz, żydowskiego pochodzenia, po zakończeniu kariery zawodniczej trener koszykarski, multimedalista rozmaitych imprez koszykarskich światowej rangi jako trener.
Prowadził m.in. zespoły klubowe ASK Ryga i CSKA Moskwa, ale sukcesy odnosił przede wszystkim z zespołem narodowym ZSRR. Był trenerem reprezentacji ZSRR na pięciu igrzyskach olimpijskich, na których jego podopieczni zdobyli złoty (Seul 1988), srebrny (Tokio 1964) i dwa brązowe medale (Meksyk 1968 i Moskwa 1980). Dwukrotnie poprowadził koszykarzy radzieckich do mistrzostwa świata (1967, 1982, ponadto brązowe medale mistrzostw świata w 1963 i 1967), a 7 do mistrzostwa Europy (1961, 1963, 1965, 1967, 1969, 1979, 1981). Pod koniec kariery trenerskiej pracował także w Hiszpanii, Francji i USA.
Jako jeden z współtwórców nowoczesnej koszykówki europejskiej został uhonorowany miejscem w Międzynarodowej Galerii Sław Koszykówki w Springfield w stanie Massachusetts w 1995.
Został odznaczony m.in. Orderem Czerwonego Sztandaru Pracy, Orderem Przyjaźni Narodów, dwukrotnie Orderem „Znak Honoru” i Orderem Czerwonej Gwiazdy.
Przyczyną zgonu był najprawdopodobniej nowotwór. Został pochowany na moskiewskim cmentarzu Wagańkowskim.
Od sezonu 2004/2005 Euroliga zaczęła przyznawać nagrodę trenera roku Euroligi jego imienia.

## Osiągnięcia trenerskie

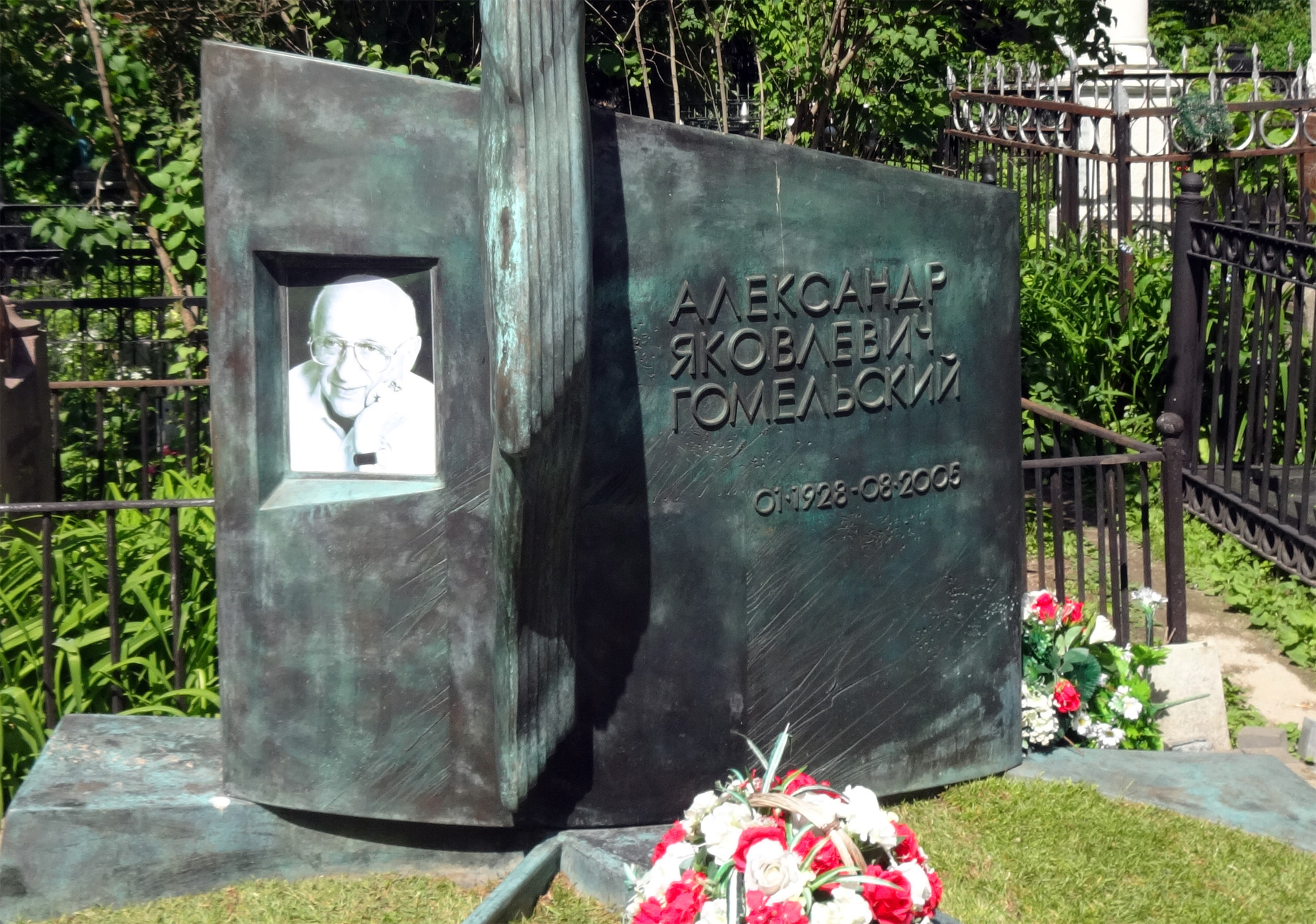
Grób Gomelskiego na cmentarzu Wagańkowskim w Moskwie.

Na podstawie, o ile nie zaznaczono inaczej.
Drużynowe
- Mistrz:
  - olimpijski (1988)
  - świata (1967, 1982)
  - Europy (1961, 1963, 1965, 1967, 1969, 1979, 1981)
  - turnieju Przyjaźń-84 (1984)
  - ZSRR (1955, 1957, 1958, 1970–1974, 1976–1980)
  - pucharu:
    - Europy Mistrzów Krajowych (1958–1960, 1971)
    - ZSRR (1972, 1973)
- Wicemistrz:
  - olimpijski (1964)
  - świata (1978)
  - Europy (1977, 1987)
  - ZSRR (1962, 1964, 1975, 1985–1987)
  - Francji (1991)
  - Pucharu Europy Mistrzów Krajowych (1970, 1973)
- Brązowy medalista:
  - olimpijski (1968, 1980)
  - świata (1963, 1970)
  - Europy (1983)
  - mistrzostw ZSRR (1961, 1968)
  - Pucharu Europy Mistrzów Krajowych (1977)
- Finalista Pucharu Liderów Francji (1991)
- 4. miejsce w Pucharze Europy Mistrzów Krajowych (1983, 1985)

Indywidualne
- Laureat:
  - Rosyjskich Złotych Koszy – za rozwój rosyjskiej koszykówki (2004)
  - orderów:
    - Czerwonego Sztandaru Pracy
    - Przyjaźni Narodów
    - „Znak Honoru”
    - Czerwonej Gwiazdy
    - „Za zasługi”
    - olimpijskiego
- Wybrany do:
  - grona 50. największych osobistości Euroligi (2008)
  - Galerii Sław Koszykówki:
    - FIBA (2007)
    - im. Jamesa Naismitha (1995)

  - Międzynarodowej Żydowskiej Galerii Sław Sportu (1981)